# Frederick Wilmot Barron
Frederick Wilmot Barron, britanski general, * 1880, † 1963.